# Patrick Olsen
Patrick Olsen (Tårnby, 23 aprile 1994) è un calciatore danese, centrocampista della Dinamo Bucarest.

## Carriera

### Club
Olsen ha giocato nella squadra Under-19 del Brøndby. Il 6 maggio 2012 ha debuttato in prima squadra, nella Superligaen: è stato infatti schierato titolare contro l'Aalborg.
Nel 2012 viene acquistato dall'Inter inizialmente per il settore giovanile, venendo ufficialmente aggregato in prima squadra nella stagione 2013-2014. 
Ha giocato alcune partite della pre-stagione dell'Inter, partecipando anche alla tournée americana.
Il 4 dicembre 2013 esordisce in Coppa Italia, nella partita contro il Trapani, subentrando a Mateo Kovačić.
Il 9 febbraio 2014 passa ufficialmente in prestito ai norvegesi dello Strømsgodset.
Dopo sole 6 presenze, nel gennaio 2015 termina il prestito e si allena con il Brøndby. Il 2 febbraio trova l'accordo per la risoluzione del contratto con l'Inter.
Libero da vincoli contrattuali, il 24 aprile 2015 firma ufficialmente per l'Haugesund, compagine norvegese militante nell'Eliteserien. Sbrigate le formalità burocratiche con la federazione locale, il giocatore riceve il permesso di giocare in data 28 aprile e sceglie di vestire la maglia numero 6. Esordisce in squadra il 3 maggio, sostituendo Søren Christensen nella vittoria per 2-1 sul Sandefjord. Il 20 luglio successivo lascia il club.
Il 27 agosto 2015 firma un contratto biennale – con opzione per il terzo anno – con il Lens, compagine francese militante nella Ligue 2.

### Nazionale
Nel 2011 ha fatto parte della Nazionale danese Under-17, con cui ha partecipato al Campionato europeo di calcio Under-17 2011 e alla Coppa del Mondo FIFA Under-17 2011. Inoltre ha vestito la maglia di tutte le Nazionali giovanili del suo paese.

## Statistiche

### Presenze e reti nei club
Statistiche aggiornate al 21 maggio 2017.
| Stagione        | Squadra         | Campionato      | Campionato | Campionato | Coppe nazionali | Coppe nazionali | Coppe nazionali | Coppe continentali | Coppe continentali | Coppe continentali | Altre coppe | Altre coppe | Altre coppe | Totale | Totale |
| Stagione        | Squadra         | Comp            | Pres       | Reti       | Comp            | Pres            | Reti            | Comp               | Pres               | Reti               | Comp        | Pres        | Reti        | Pres   | Reti   |
| --------------- | --------------- | --------------- | ---------- | ---------- | --------------- | --------------- | --------------- | ------------------ | ------------------ | ------------------ | ----------- | ----------- | ----------- | ------ | ------ |
| 2011-2012       | Brøndby         | SL              | 3          | 0          | CD              | 0               | 0               |                    |                    |                    |             |             |             | 3      | 0      |
| 2012-2013       | Inter           | A               | 0          | 0          | CI              | 0               | 0               | UEL                | -                  | -                  | -           | -           | -           | 0      | 0      |
| 2013-feb. 2014  | Inter           | A               | 0          | 0          | CI              | 1               | 0               | -                  | -                  | -                  | -           | -           | -           | 1      | 0      |
| Totale Inter    | Totale Inter    | Totale Inter    | 0          | 0          |                 | 1               | 0               |                    |                    |                    |             |             |             | 1      | 0      |
| 2014            | Strømsgodset    | ES              | 6          | 0          | CN              | 1               | 0               | UCL                | 0                  | 0                  | -           | -           | -           | 7      | 0      |
| apr.-lug. 2015  | Haugesund       | ES              | 11         | 0          | CN              | 1               | 0               | -                  | -                  | -                  | -           | -           | -           | 12     | 0      |
| ago. 2015-2016  | Lens            | L2              | 25         | 4          | CF+CdL          | 1+0             | 0+0             | -                  | -                  | -                  | -           | -           | -           | 26     | 4      |
| 2016-gen. 2017  | Lens            | L2              | -          | -          | CF+CdL          | -               | -               | -                  | -                  | -                  | -           | -           | -           | 0      | 0      |
| Totale Lens     | Totale Lens     | Totale Lens     | 25         | 4          |                 | 1               | 0               |                    |                    |                    |             |             |             | 26     | 4      |
| gen.-giu. 2017  | Grasshoppers    | SL              | 6          | 0          | CS              | -               | -               | -                  | -                  | -                  | -           | -           | -           | 6      | 0      |
| set. 2017-2018  | Helsingør       | SL              | 0          | 0          | CD              | 0               | 0               | -                  | -                  | -                  | -           | -           | -           | 0      | 0      |
| Totale carriera | Totale carriera | Totale carriera | 51         | 4          |                 | 4               | 0               |                    | 0                  | 0                  |             | -           | -           | 55     | 4      |